# Toms-kanyon
A Toms-kanyon egy meteorit becsapódási kráter , ahol egy vagy több meteor csapódott be az atlanti kontinentális talapzatba , mintegy 160 km-re (99 km) keletre New Jersey-i Atlantic Citytől.
A kráter keletkezésének idejét a késő eocén földtörténeti időszakra teszik, amely körülbelül 35 millió évvel ezelőtt volt, és lehetséges, hogy ugyanaz az esemény hozta létre, mint, a nála nagyobb Chesapeake-öböl becsapódási krátert , amely 320 km-re a Chesapeake-öböl délnyugati a szájánál található, melynek keletkezésiideje szintén a késő eocénra tehető.
Az USGS tudósai által elvégzett reflexiós profilok segítségével tanulmányozták a krátert, amely eredmények azt mutatják, hogy a kráter úgy jött létre, hogy egy tárgy vagy több tárgyak csapódtak be délnyugati szögből, amely egy hosszú, ovális krátert hozott létre. Mivel ezen esemény már régen történt, ezért a kráter egyes részeit üledék töltötte fel, amely miatt ma háromszög alakúnak látjuk.

## Fordítás
- Ez a szócikk részben vagy egészben  a   Toms Canyon impact crater című angol Wikipédia-szócikk ezen változatának fordításán alapul.  Az eredeti cikk szerkesztőit annak laptörténete sorolja fel. Ez a jelzés csupán a megfogalmazás eredetét és a szerzői jogokat jelzi, nem szolgál a cikkben szereplő információk forrásmegjelöléseként.

## Bibliográfia
- Poag, C. Wiley. Chesapeake Invader: Discovering America's Giant Meteorite Crater. Princeton, NJ: Princeton University Press, 1999. ISBN 0-691-00919-8